# Piero
Piero  è un nome proprio di persona italiano maschile.

## Varianti
- Maschili: Pier[1]
  - Alterati: Pierino[1][2][4][5], Pierotto[2]
  - Composti: Pierangelo[2][4], Pierantonio[2][4], Piercarlo[2][4], Pierfrancesco, Piergiorgio[2][4], Pierluigi[2][4], Piermaria[4], Pierpaolo[4], Piersilvio
- Femminili: Piera[2][3][4][5]
  - Alterati: Pierina[3][4][5], Pieretta[4]
  - Composti: Pieranna[2][4]

## Origine e diffusione
È una variante medievale del nome Pietro, attestata già nell'alto Medioevo in Italia settentrionale e specialmente in Toscana, ed oggi attestata principalmente in Lombardia. È particolarmente usata per formare nomi composti.

## Onomastico
L'onomastico si può festeggiare lo stesso giorno di Pietro (cioè in genere il 29 giugno in memoria di san Pietro), oppure in memoria di vari santi e beati che hanno portato questa variante del nome:
- 6 gennaio, san Pier Tommaso, patriarca latino di Costantinopoli[6]
- 21 febbraio, san Pier Damiani, vescovo di Ostia e dottore della Chiesa[6]
- 6 aprile, beata Pierina Morosini, giovane dell'Azione Cattolica, martire a Bergamo[6]
- 21 ottobre, beato Piero Capucci, religioso domenicano[6]
- 4 dicembre, beato Pier Pettinaio, terziario francescano[6]

## Persone

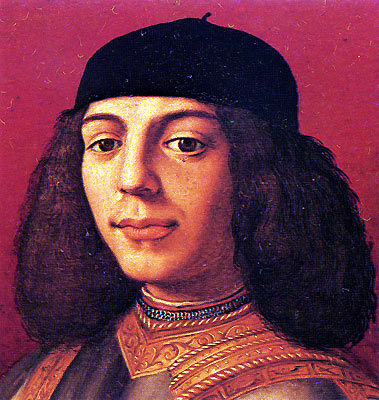
Piero il Fatuo

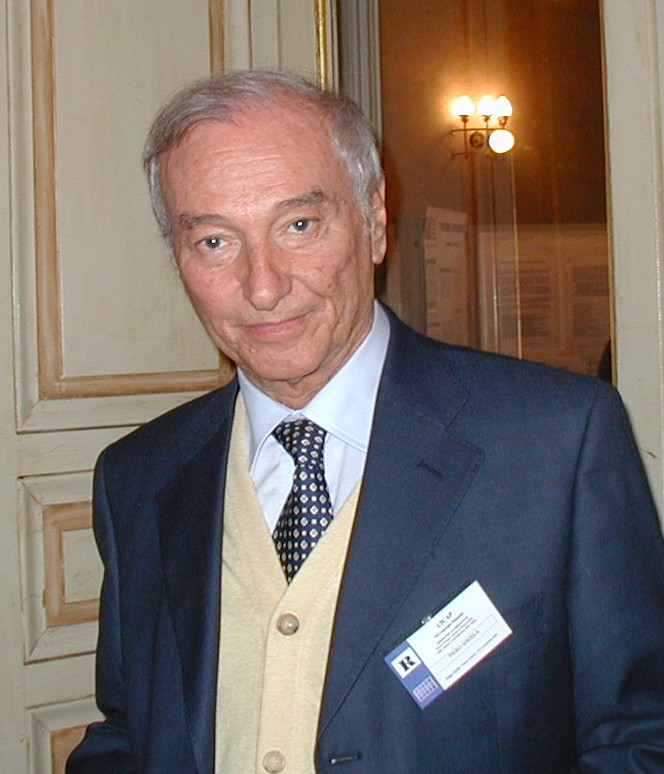
Piero Angela

Piero Gobetti

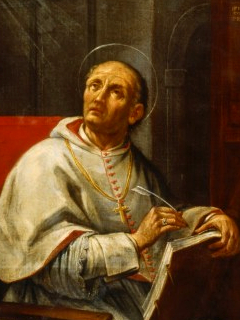
Pier Damiani

- Piero il Fatuo, politico e militare italiano
- Piero il Gottoso, signore di Firenze
- Piero Angela, divulgatore scientifico, giornalista, scrittore e conduttore televisivo italiano
- Piero Badaloni, giornalista, scrittore e politico italiano
- Piero Bargellini, scrittore e politico italiano
- Piero Bartezzaghi, enigmista italiano
- Piero Bigongiari, poeta italiano
- Piero Braglia, calciatore e allenatore di calcio italiano
- Piero Calamandrei, politico, avvocato e accademico italiano
- Piero Camporesi, filologo, storico e antropologo italiano
- Piero Chiambretti, conduttore televisivo e showman italiano
- Piero Chiara, scrittore italiano
- Piero Ciampi, cantautore italiano
- Piero De Bernardi, sceneggiatore italiano
- Piero della Francesca, pittore e matematico italiano
- Piero di Cosimo, pittore italiano
- Piero Fassino, politico italiano
- Piero Ginori Conti, imprenditore e politico italiano
- Piero Gobetti, giornalista, politico e antifascista italiano
- Piero Gros, sciatore alpino, dirigente sportivo e commentatore sportivo italiano
- Piero Jahier, scrittore e poeta italiano
- Piero Manzoni, artista italiano
- Piero Maroncelli, patriota, musicista e scrittore italiano
- Piero Martinetti, filosofo italiano
- Piero Pasinati, allenatore di calcio e calciatore italiano
- Piero Pelù, cantautore italiano
- Piero Piccioni, pianista, direttore d'orchestra, compositore e organista italiano
- Piero Sraffa, economista italiano
- Piero Strozzi, condottiero italiano
- Piero Taruffi, pilota automobilistico, pilota motociclistico e progettista italiano
- Piero Vettori, scrittore, filologo e umanista italiano

### Variante Pier
- Pier Carpi, fumettista, scrittore e regista italiano
- Pier Cortese, cantante italiano
- Pier Damiani, teologo, vescovo e cardinale italiano
- Pier Dandini, pittore italiano
- Pier della Vigna, politico, scrittore e letterato italiano
- Pier Soderini, politico italiano

### Variante Pierino
- Pierino Albini, ciclista su strada italiano
- Pierino Baffi, ciclista su strada italiano
- Pierino Belli, giurista italiano
- Pierino Beretta, partigiano italiano
- Pierino Bestetti, ciclista su strada italiano
- Pierino da Vinci, scultore italiano
- Pierino Gavazzi, ciclista su strada e dirigente sportivo italiano
- Pierino Munari, batterista italiano
- Pierino Prati, calciatore e allenatore di calcio italiano

### Variante femminile Piera
- Piera Aiello, testimone di giustizia italiana
- Piera Arico, attrice italiana
- Piera Capitelli, politica italiana
- Piera Coppola, doppiatrice statunitense
- Piera Degli Esposti, attrice italiana
- Piera Gatteschi Fondelli, militare italiana
- Piera Martell, cantante svizzera
- Piera Oppezzo, poetessa italiana
- Piera Sonnino, reduce dell'Olocausto italiana

### Variante femminile Pierina
- Pierina Belli, attivista italiana

Pierina Belli

- Pierina Boranga, insegnante e scrittrice italiana
- Pierina Borsani, cestista e atleta italiana
- Pierina Gilli, mistica italiana
- Pierina Legnani, ballerina italiana
- Pierina Morosini, beata italiana

## Il nome nelle arti
- Piero è il protagonista della canzone La guerra di Piero di Fabrizio De André.
- Piero è un fantomatico politico inserito nella canzone di Simone Cristicchi L'Italia di Piero.
- Il papero Piero è il personaggio antagonista nei cartoni animati di Calimero.
- Pierino è un personaggio tradizionale di molte storielle e barzellette italiane, creato da Antonio Rubino per le pagine del Corriere dei piccoli negli anni 1910. Alvaro Vitali ne interpretò la versione cinematografica in vari film (Pierino contro tutti, 1981; Pierino medico della Saub, 1981; Pierino colpisce ancora, 1982; Pierino torna a scuola, 1990) e venne chiamato con questo nome anche il protagonista della canzone Pierino e il lupo, quando venne tradotta dall'originale russo di Sergej Prokof'ev.
- Pierino è il protagonista della celebre fiaba musicale Pierino e il lupo.
- Piero Maironi è il protagonista dei romanzi di Antonio Fogazzaro Piccolo mondo moderno, Il Santo e Leila.
- Piero Ribera è un personaggio del romanzo Piccolo mondo antico di Antonio Fogazzaro.
- Piero Ruffolo "Patata" è un personaggio del film del 1988 Compagni di scuola, diretto e interpretato da Carlo Verdone.
- Piero Mansani è il protagonista del film del 1997 Ovosodo, diretto da Paolo Virzì.
- Piero è un personaggio del film del 2010 La nostra vita, diretto da Daniele Luchetti.
- Piero Peluria è il protagonista del film del 2017 Omicidio all'italiana, diretto e interpretato da Maccio Capatonda.